# 福克蘭群島短吻獅子魚
福克蘭群島短吻獅子鱼，为輻鰭魚綱鮋形目杜父魚亞目狮子鱼科的其中一種。分布於東南太平洋的智利海域及西南大西洋的福克蘭群島，棲息在水深16至150公尺的水域，生活習性不明。